# Tabacco turco

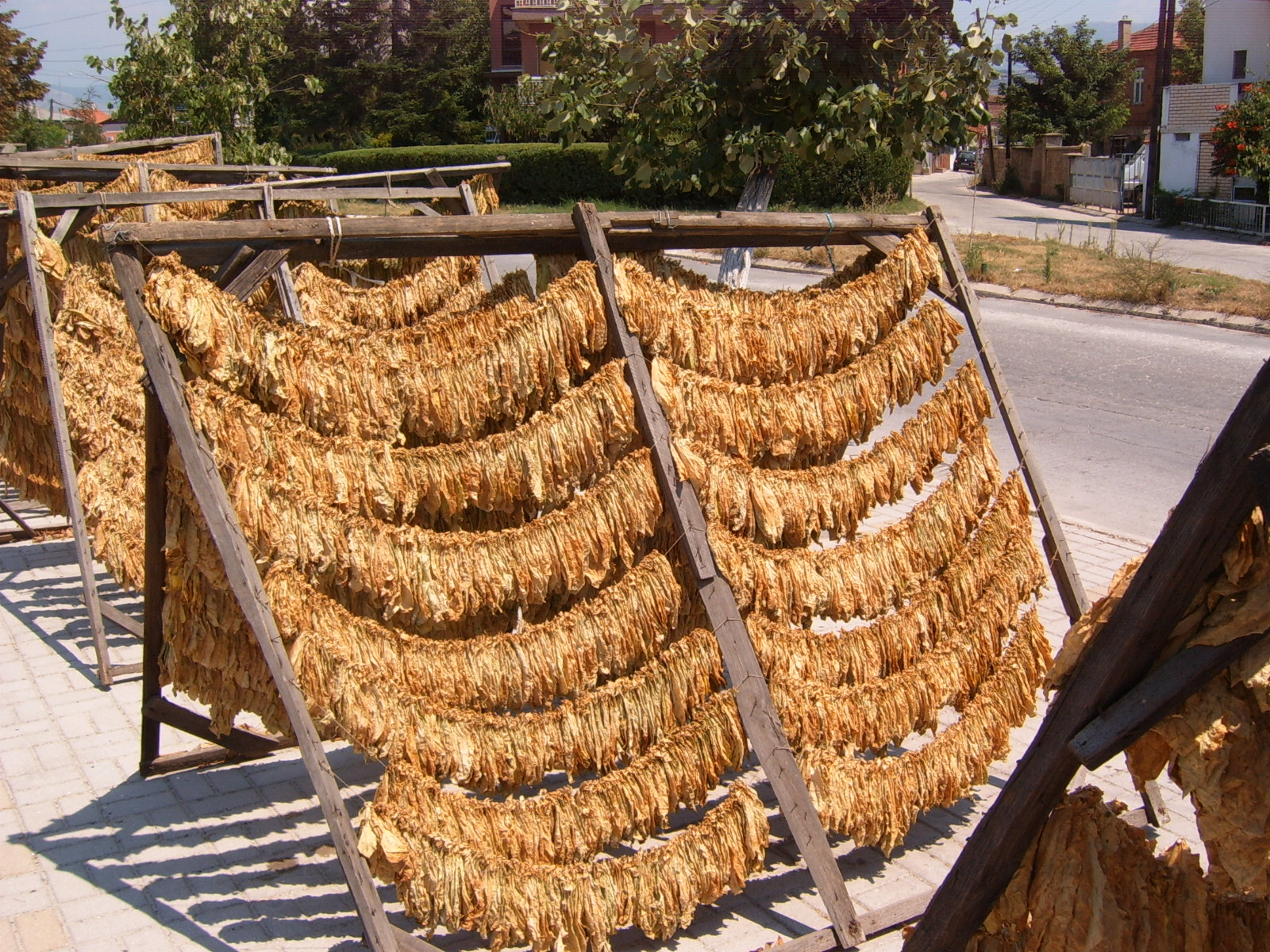
L'essiccazione delle foglie del tabacco sulle strade di Prilep, Macedonia del Nord

Il tabacco turco, o tabacco orientale, è una varietà di tabacco altamente aromatica che viene seccata naturalmente al sole. Storicamente è coltivato in Tracia ed in Macedonia, ma oggi si può trovare anche in Bulgaria, Grecia, Macedonia del Nord e Turchia e persino lungo le coste del Mar Nero, in Egitto ed in Sudafrica.
Il nome di "turco" gli è stato dato nel XIX secolo per indicare la sua provenienza dai territori dell'Impero ottomano che ne era il principale produttore.

## Storia

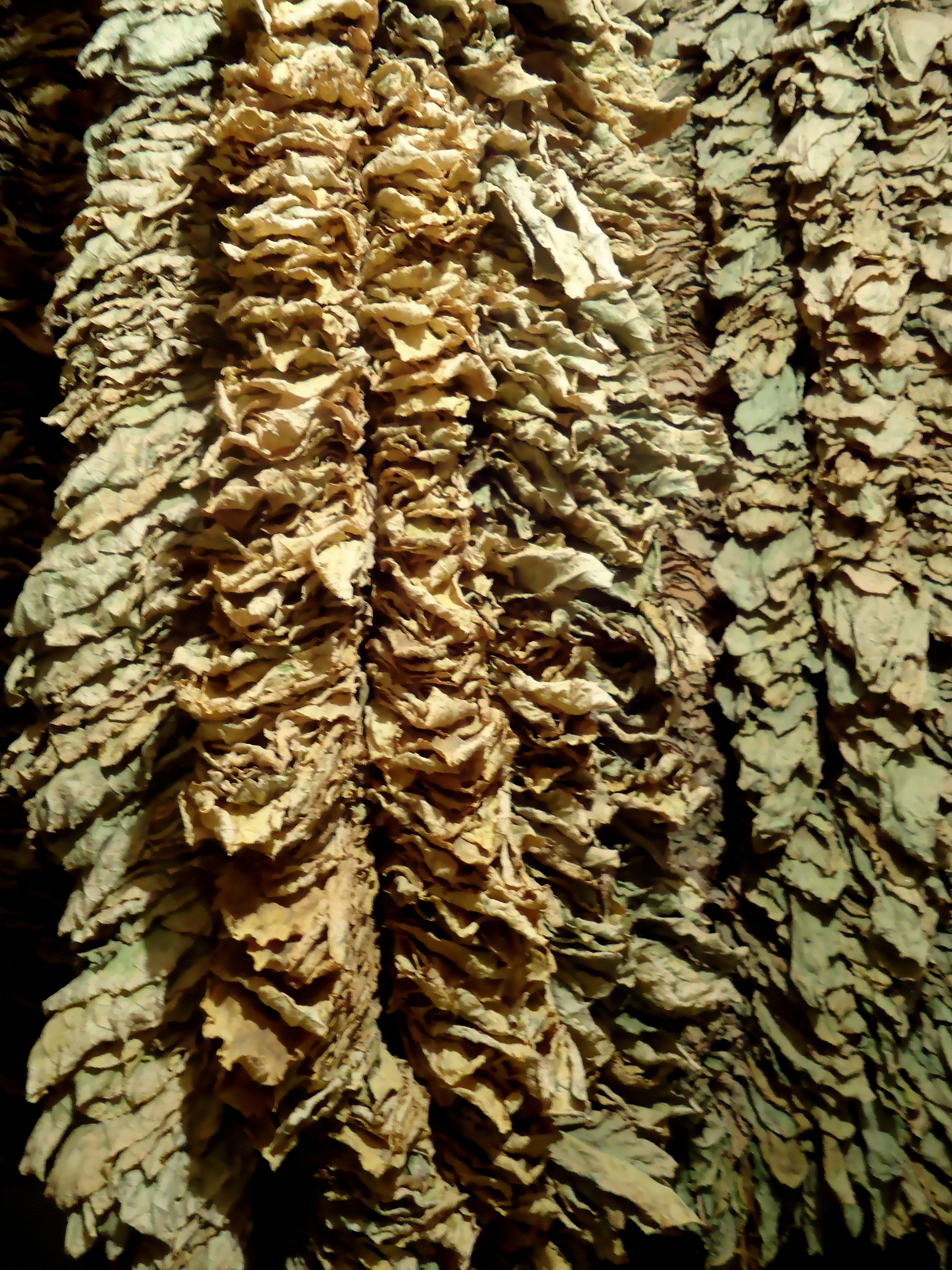
Strisce di foglie di tabacco essiccate a Prilep, Macedonia del Nord

Il tabacco, originario delle Americhe, venne introdotto presso i turchi ottomani dagli spagnoli. Col tempo furono proprio i turchi a sviluppare un loro modo di crescere ed utilizzare il tabacco. Con lo scoppio della Guerra di Crimea a metà Ottocento, in Inghilterra iniziò a diffondersi l'uso estensivo del tabacco turco.
Gran parte delle prime marche di sigarette utilizzavano quasi esclusivamente tabacco turco, mentre attualmente esso viene preferito per tabacco da pipa o per sigarette particolari.
Il tabacco turco viene tipicamente essiccato al sole ed è particolarmente aromatico. Esso inoltre ha la particolarità di contenere meno nicotina di altre varietà. Marche di sigarette contenenti solo tabacco turco come le Murad, le Helmar, le Balkan Sobranie o le londinesi Fribourg & Treyer o Sullivan Powell oggi non sono più disponibili in commercio. La American Blend cigarette, ad esempio, mescola il tabacco turco con un tabacco più robusto come ad esempio il tabacco Virginia ed il Burley. Le foglie del tabacco turco si distinguono per l'alto numero di esse presente sulla pianta, ma di dimensioni ridotte. Tali differenze rispetto al tabacco classico si possono attribuire al clima, al suolo ed ai metodi e trattamenti di coltivazione.
Il testo Balkan Smoke: Tobacco and the Making of Modern Bulgaria scritto da Mary Neuburger ha illustrato molto bene come il tabacco turco proveniente dai Balcani abbia dominato il mercato globale del fumo sino a metà degli anni '60 del Novecento per poi conoscere un periodo di crisi.